# حزب کمونیست مصر
حزب کمونیست مصر فعالیت خود را از دهه‌های اول قرن بیستم آغاز کرد، و پس از ممنوعیت در دوران انور سادات، در انقلاب مصر (۲۰۱۱)، شرکت کرده و مجدداً دور تازه‌ای از حیات سیاسی حزب کمونیست مصر را در میدان تحریر اعلام نمودند.
دورهٔ اول مبارزات حزب کمونیست مصر از سال ۱۹۲۰ تا سال ۱۹۲۴ ادامه یافت. دورهٔ دوم جنبش کمونیستی مصر در سال ۱۹۳۹ تا سال ۱۹۶۵ ادامه پیدا کرد. سپس دورهٔ سوم، فعالیت حزبی مخفی از ماه مه سال ۱۹۷۵، تا انقلاب مصر (۲۰۱۱) و فعالیت مجدد علنی حزب در میدان تحریر در یکم ماه مه ۲۰۱. در تاریخ مبارزاتی و طولانی حزب کمونیست مصر، کمونیست‌ها با تمام توانشان به مبارزه پرداختند.